# Rory Patterson
Rory Christopher Patterson, né le 16 juillet 1984 à Strabane en Irlande du Nord, est un footballeur international nord-irlandais.

## Sa carrière en club
Rory Patterson commence à jouer au football en Irlande du Nord avant d’intégrer les équipes de jeunes du club anglais de Rochdale Association Football Club. Il devient professionnel au terme de la saison 2002. Il joue son premier match en octobre 2002 en remplaçant à la 86e minute son coéquipier Gareth Griffiths lors d’un match contre Bury FC. Son premier match de championnat se déroule au début du mois suivant lors d’une défaite 2-0 à Oxford United, de nouveau sous la forme d’un remplacement. Il fait au total neuf apparitions cette année-là en équipe première. Lors de la deuxième saison comme professionnel, et malgré le titre de « meilleur jeune du club » il ne joue de nouveau que neuf bouts de matchs.
Patterson rejoint le club semi-professionnel de Radcliffe Borough en juillet 2004. Après un début de saison remarquable, ses performances déclinent au point d’être de nouveau transféré en novembre de la même année vers Mossley AFC.
En 2005, Patterson signe pour le club du Football Club United of Manchester pour lequel il joue toutes compétitions confondues 129 matchs et marque 99 buts. Ces statistiques lui permettent de signer pour le club de Bradford Park Avenue en juillet 2008en même temps que son compère d’attaque, Stuart Rudd. Patersson marque un hat-trick lors d’un match de pré-saison disputé en Espagne, mais la réussite le fuit au point de se voir écarté par le président du club. En 2009, après une saison gâchée par de nombreuses blessures, Patterson signe pour le club de Droylsden FC.
Le 27 juin 2009, Rory Patterson est transféré vers le club nord-irlandais du Coleraine Football Club. Dès son premier match disputé contre les amateurs de Garvagh, Patterson marque son premier hat-trick de la saison. Il marque ensuite dix buts lors des matchs de pré-saison. Le premier match officiel de la saison a lieu le 8 août 2009 pour le compte championnat contre Linfield FC. Coleraine arrache le match nul 2 buts à 2 et Patterson marque un but. Dix jours plus tard il marque une nouvelle fois trois buts dans le derby contre Ballymena United remporté sur le score de 3 buts à 2. Le 7 novembre, Patterson marque 4 buts lors de l’écrasante victoire de Coleraine sur le champion en titre Glentoran FC 6-0 à The Oval. Le 4 décembre 2009, Patterson est élu Joueur du mois du Championnat d'Irlande du Nord de football. Il termine la saison 2009-2010 en ayant marqué un total de 41 buts toutes compétitions confondues avec Coleraine dont 30 en championnat ce qui lui permet de remporter le classement des meilleurs buteurs.

## Sa carrière en équipe nationale
Rory Patterson reçoit sa première convocation en équipe d'Irlande du Nord de football en février 2010, quand Nigel Worthington le convoque face à l’Albanie. Il fait ses grands débuts internationaux en entrant en jeu comme remplaçant. Il est de nouveau sélectionné en mai 2010 à l’occasion d’une tournée de l’équipe nord-irlandaise en Amérique du Nord.

## Palmarès
- Vainqueur de la Coupe d'Irlande de football 2012
- Meilleur buteur du championnat d'Irlande du Nord en 2009-2010 avec 30 buts marqués.
- Meilleur buteur du championnat d'Irlande 2013 avec 18 buts marqués